# Musique futuriste
Pour un article plus général, voir futurisme.

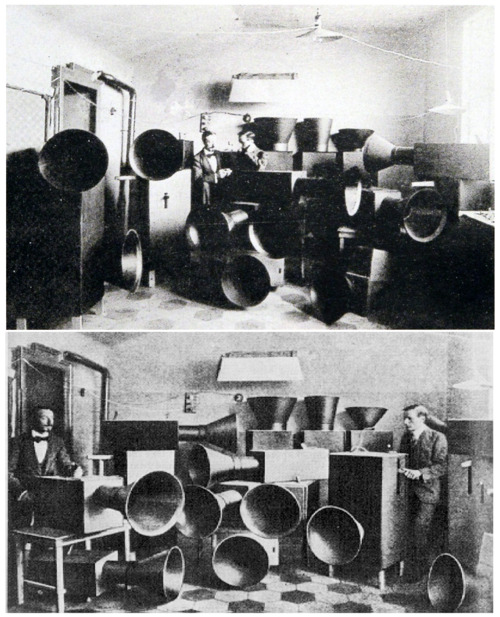
Luigi Russolo, intonarumori, 1913

La musique futuriste (musica futurista en italien) rejette la tradition et introduit des sons expérimentaux inspirés par les machines. Ce mouvement a influencé plusieurs compositeurs du XXe siècle. Il fait partie du futurisme, un mouvement artistique du début du XXe siècle qui a englobé la peinture, la sculpture, la poésie, le théâtre, la musique, l'architecture, le cinéma et la gastronomie. Filippo Tommaso Marinetti l'a initié par son Manifeste du futurisme publié en février 1909.

## Le manifeste de Pratella

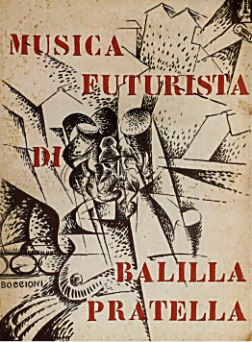
La couverture de Musica futurista.

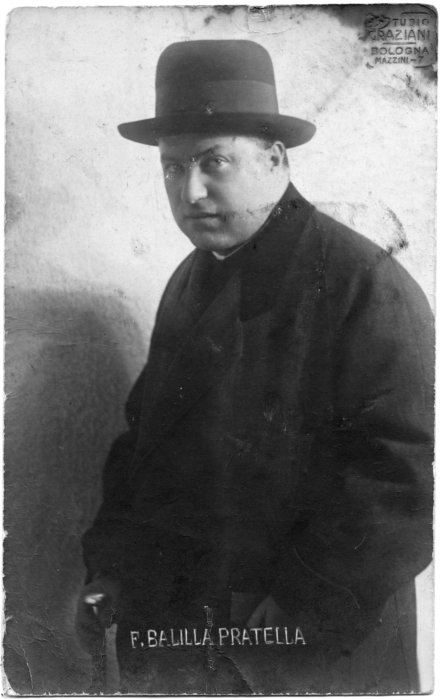
Francesco Balilla Pratella autour de 1912.

Le musicien Francesco Balilla Pratella (1880-1955) joint le mouvement futuriste en 1910 et écrit le manifeste Musica futurista (en) (littéralement : « Musique futuriste », 1910), La musica futurista, manifesto tecnico (littéralement : « La musique futuriste, manuel technique », 1911) et Distruzione della quadratura (littéralement : « Destruction de la quadrature », 1912).
Dans son manifeste, Francesco Balilla Pratella en appelle aux « jeunes », ainsi que l'avait fait Filippo Tommaso Marinetti, parce que seuls les jeunes « peuvent comprendre ce qu'il a à dire ». Il se vante du prix qu'il a reçu pour son travail musical futuriste, La Sina d’Vargöun, ainsi que du succès de sa première exécution au théâtre communal de Bologne en décembre 1909, ce qui le place en position de juger l'actualité musicale.
Selon Francesco Balilla Pratella, la musique italienne est inférieure à la musique étrangère. Il loue le « génie sublime » de Richard Wagner et trouve des qualités au travail de Richard Strauss, Debussy, Elgar, Moussorgski, Glazounov et Sibelius. En face, la musique symphonique italienne est dominée par l'opéra, dans une « forme absurde et anti-musicale ». Les conservatoires encouragent le conservatisme et la médiocrité. Les éditeurs perpétuent la médiocrité et la domination de la musique par les opéras « rachitiques et vulgaires » de Puccini et d'Umberto Giordano. Le seul italien auquel il trouve des vertus est son professeur Pietro Mascagni, car il s'est rebellé contre les éditeurs et a tenté d'innover à l'opéra, mais même ce dernier est trop traditionnel à son goût.
Face à cette médiocrité et ce conservatisme, Francesco Balilla Pratella déploie le « drapeau rouge du futurisme, et appelle auprès de ce symbole flamboyant les jeunes compositeurs qui ont à cœur d'aimer et de combattre, des esprits pour concevoir, et le front dégagé de couardise ».
Voici son programme :
- les jeunes doivent se tenir loin des conservatoires et étudier indépendamment ;
- il faut fonder une revue musicale indépendante des académies et des critiques ;
- on doit s'abstenir de participer à toute compétition qui ne serait pas complètement ouverte ;
- il faut se libérer du passé et de la musique « bien faite » ;
- la domination des chanteurs doit cesser, ils doivent devenir comme n'importe quel membre de l'orchestre ;
- les compositeurs d'opéras doivent écrire leurs propres livrets, et ceux-ci doivent être en vers libres ;
- il faut abandonner les ballades et « les chansons napolitaines qui donnent la nausée » ;
- il faut aussi abandonner la musique sacrée qui n'a plus de sens au regard de la disparition de la foi ;
- et enfin préférer les nouvelles œuvres aux anciennes.

## Russolo et lesintonarumori

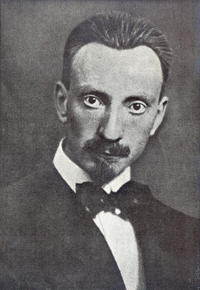
Luigi Russolo vers 1916.

Luigi Russolo (1885–1947) est un peintre italien ainsi qu'un musicien autodidacte. En 1913, il écrit L'Art des bruits (L'arte dei rumori).
Avec son frère Antonio (en), il utilise des instruments qu'ils appellent intonarumori (littéralement : entonne-bruits). Il s'agit de générateurs de bruit acoustiques qui permettent à l'interprète de créer et de contrôler la nuance et la hauteur de différents types de bruits. Dans L'Art des bruits, ils sont classés en six groupes :
1. Grondements, éclat, bruit d'eau tombante, bruits de plongeon, mugissements ;
2. Sifflements, ronflements, renâclements ;
3. Murmures, marmonnements, bruissements, grommellements, grognements, glouglous ;
4. Stridences, craquements, bourdonnements, cliquetis, piétinements ;
5. Bruits de percussions (obtenus en frappant diverses matières: métal, bois, peaux, pierres etc.) ;
6. Voix d'hommes et d'animaux (cris, gémissements, rires, sanglots etc.).

Luigi Russolo et Filippo Tommaso Marinetti donnent le premier concert de musique futuriste, complet avec intonarumori, en avril 1914, provoquant une émeute. Le programme du concert comprenait quatre « réseaux de bruits » avec les titres suivants :
- Réveil d'une ville ;
- Rencontre de voitures et d'aéroplanes ;
- Dîner sur la terrasse du casino ;
- Skirmish dans l'oasis.

Les concerts suivants en Europe sont annulés à la suite de l'éclatement de la Première Guerre mondiale.

## Autres artistes futuristes
Franco Casavola (1891-1955) manifeste depuis le début de sa carrière musicale un esprit rebelle qui lui a fait accoster, avec Giuseppe Mulè, la musique futuriste après la Première Guerre mondiale. Il devient un des acteurs principaux du futurisme dans les Pouilles. Il compose le Manifesto sul Futurismo musicale in Puglia, qu'il présente, avec Filippo Tommaso Marinetti, au Teatro Petruzzelli de Bari.
Revendiqué par les dadaistes, les futuristes et les modernistes, George Antheil exprime en musique le radicalisme artistique des années 1920. Sa fascination pour les machines est évidente dans sa 2e sonate pour piano Airplane Sonata, sa sonatine Death of the Machines, ou encore son Ballet mécanique de 30 minutes. Le Ballet mécanique est originellement prévu pour accompagner un film expérimental de Fernand Léger, mais la partition fait deux fois la longueur du film et n'est pas intégrée. La partition demande un ensemble de percussions consistant en trois xylophones, quatre grosses caisses, un tam-tam, trois moteurs d'avion, sept sonnettes électriques, une sirène, deux « pianistes vivants », et seize pianos mécaniques synchronisés. Ce morceau de George Antheil est le premier à synchroniser machines et interprètes humains, et à exploiter la différence entre ce que les machines et les humains peuvent jouer.
Les compositeurs futuristes soviétiques comprennent Arthur Lourié, Mikhaïl Gnessine, Alexandre Goedicke, Georg Kirkor (1910–1980), Julian Krein (1913–1996) et Alexandre Mossolov.

## Prédécesseurs et postérité
Le futurisme est l'un des mouvements artistiques musicaux du XXe siècle qui a rendu hommage, associé ou imité des machines. Avant lui, Ferruccio Busoni a anticipé quelques idées du futurisme, bien qu'il soit resté accroché à la tradition. Les intonarumori de Luigi Russolo ont influencé Stravinsky, Honegger, George Antheil et Edgar Varèse. Dans Pacific 231, Honegger imite le son d'une locomotive à vapeur. Il y a également des éléments futuristes dans Le Pas d'acier de Prokofiev.

## Enregistrements
- 2004 : Musica Futurista: The Art of Noises, Daniele Lombardi